# Rudolf Maurer (Publizist)
Rudolf Maurer (* 3. Mai 1954 in Vöcklabruck; † 12. Mai 2020) war ein österreichischer Museumsleiter, Archivar, Regionalhistoriker und Publizist.

## Leben
Rudolf Maurer wurde als Sohn von Hans und Gertrud Maurer in Vöcklabruck geboren und wuchs ab dem ersten Lebensjahr in Baden bei Wien auf. Nach der Volksschule besuchte er das BG Biondekgasse, wo er 1972 mit Auszeichnung maturierte. Nach dem Präsenzdienst studierte er an der Universität Wien Klassische Philologie, Anglistik und Romanistik und legte Lehramtsprüfungen für Französisch und Englisch, Latein und Altgriechisch ab.
Von 1981 bis 1989 studierte Maurer an der Katholisch-Theologischen Fakultät der Universität Wien sowie von 1987 bis 1988 an der Lateranuniversität in Rom (Augustinianum) und promovierte 1991 zum Doktor der Philosophie.
Seit 1980 war Maurer ehrenamtlicher Mitarbeiter des Städtischen Rollettmuseums. 1992 begann er den Kurs des Instituts für Österreichische Geschichtsforschung, den er 1995 mit ausgezeichnetem Erfolg und dem akademischen Grad eines Master of Advanced Studies (MAS) abschloss. Er war von 1977 bis 1994 Lehrer am BG/BRG Berndorf. Von 1984 bis 1986 unterrichtete er an der Hochschule Heiligenkreuz Latein und Griechisch.
Von 1994 bis 2016 war er Leiter der Städtischen Sammlungen Baden im Archiv und Rollettmuseum, 2015 übernahm er auch die Leitung der Abteilung Museen der Stadt Baden mit dem Beethovenhaus Baden, Kaiserhaus sowie das Puppen- und Spielzeugmuseum.

## Mitgliedschaften
- Mitglied im Pfarrgemeinderat der Pfarre Baden-St. Stephan (1978–2020)
- Institut für Österreichische Geschichtsforschung

## Auszeichnungen
- 2017 Kulturpreis der Stadt Baden

## Publikationen
- Der grüne Markt. 800 Jahre Baugeschichte. 650 Jahre Wirtschaftsgeschichte. Gesellschaft der Freunde Badens und Städtische Sammlungen, Stadtarchiv, Rollettmuseum, Baden 1991.
- Nachlaß Fritz Malcher. Rollettmuseum, Baden 1996.
- Inventar des Nachlasses Josef Thomas Biegler. Stadtarchiv Baden, Baden 1996.
- Aquae – Padun – Baden. Eine Stadt an der Wiege Österreichs. Ausstellungskatalog, Rollettmuseum, Baden 1996, ISBN 978-3-901951-02-2.
- Sisi's Wege. Baden erlebt seine Kaiserin. Rollettmuseum, Baden 1998, ISBN 978-3-901951-13-8.
- Versunkene Veste – vergessenes Dorf. Die Ortschaft Rohr bei Baden. Rollettmuseum, Baden 2000, ISBN 978-3-901951-27-5.
- „… so ist mein Faust dein Tod!“ Die Konversion Friedrich Augusts von Sachsen und die polnische Glocke. Rollettmuseum, Baden 2000, ISBN 978-3-901951-26-8.
- Allandgasse – Peterhof. Ein vergessener Vorort der Stadt Baden. Rollettmuseum, Baden 2000, ISBN 978-3-901951-23-7.
- 5000 Jahre Baden. Andenken an das Rollettmuseum für Kinder und Junggebliebene. Rollettmuseum, Baden 2000, ISBN 978-3-901951-17-6.
- … ein Continuum mit Baaden. Schloß und Herrschaft Gutenbrunn (1291–2001). Rollettmuseum, Baden 2001, ISBN 978-3-901951-36-7.
- Die Untere Neustift. Eine uralte Vorstadt Badens. Rollettmuseum, Baden 2001, ISBN 978-3-901951-31-2.
- „Der Baumgarten“. 700 Jahre Helferstorfergasse – Strasserngasse – Bahngasse – Hildegardgasse. Rollettmuseum, Baden 2003, ISBN 978-3-901951-43-5.
- Bürger im Wörth. Geschichte einer Badener Vorstadt. Rollettmuseum, Baden 2004, ISBN 978-3-901951-50-3.
- Baden, schröpfen, amputieren. Die Geschichte der Bader in Baden bei Wien. Geschichte 1670–1894, Verlagshaus der Ärzte, Wien 2004, ISBN 978-3-901488-39-9.
- Ein Dörfchen am Fuße des Kaltenberges … Die ehemalige Ortschaft Point bei Baden. Rollettmuseum, Baden 2005, ISBN 978-3-901951-53-4.
- Die Wiener Vorstadt. Antonsgasse und Annagasse im Lauf der Jahrhunderte. Rollettmuseum, Baden 2005, ISBN 978-3-901951-56-5.
- Befreiung? - Befreiung! Baden 1945–1955. Rollettmuseum, Baden 2005, ISBN 978-3-901951-55-8.
- 525 Jahre Bürgerservice. Das Badener Rathaus 1480–2005. Rollettmuseum, Baden 2005, ISBN 978-3-901951-54-1.
- Rote Rose, Goldener Hirsch. Die Volksbank-Häuser am Hauptplatz der Stadt Baden. Rollettmuseum, Baden 2006, ISBN 978-3-901951-59-6.
- Die Burg Baden. Ihre Herren – ihre Herrschaft. Rollettmuseum, Baden 2006, ISBN 978-3-901951-61-9.
- Anton Stoll. Der Badener Schulmeister und sein Freund Mozart. Rollettmuseum, Baden 2006, ISBN 978-3-901951-57-2.
- Zu Baden auf der Freiung. Geschichte der Unteren Wassergasse 1341–2007. Rollettmuseum, Baden 2007, ISBN 978-3-901951-68-8.
- „Statva Haec Illvstris“. Geschichte und Geschichten um die Dreifaltigkeitssäule der Stadt Baden. Rollettmuseum, Baden 2007, ISBN 978-3-901951-67-1 (Digitalisat).
- „Die von Sass“. Badener Beiträge zur Geschichte von Sooß. Rollettmuseum, Baden 2007, ISBN 978-3-901951-65-7.
- Der Badnerberg. 1000 Jahre Weinbaugeschichte Badens (= Katalogblätter des Rollettmuseums Baden. Nr. 64). Baden 2007, ISBN 978-3-901951-64-0 (rollettmuseum.at [PDF]).
- mit Sonja Wellenhofer: S wie „Schädling“. Neue Dokumente zur Verfolgung unerwünschter Bevölkerungsgruppen in Stadt und Bezirk Baden 1938–1945. Rollettmuseum, Baden 2008, ISBN 978-3-901951-74-9.
- Kunst und Kunsthandwerk im Biedermeier. Die Badener Familie Kanz. Rollettmuseum, Baden 2008, ISBN 978-3-901951-70-1.
- Dr. Gall's Schädelsammlung. Museumsführer, Rollettmuseum, Baden 2008, ISBN 978-3-901951-04-6.
- „Denen Allen Gott der Allmechtig ein fröhliche Aufferstehung verleihen wolle!“ Ein kleiner Führer durch den Friedhof der Pfarre Baden St. Stephan. Rollettmuseum, Baden 2008, ISBN 978-3-901951-73-2.
- mit Hildegard Hnatek: Badener Silhouetten von Moritz von Schwind. Rollettmuseum, Baden 2008, ISBN 978-3-901951-69-5.
- Von Schwanen und Gärtnern. Bausteine zur Geschichte des Doblhoffparks. Rollettmuseum, Baden 2010, ISBN 978-3-901951-76-3.
- Leiten, Wolfstal, altes Haus. Geheimnisse um die Ruine Scharfeneck und die Hauswiese. Rollettmuseum, Baden 2010, ISBN 978-3-901951-78-7.
- Von Mönchen, Holzhackern und fürstlichen Jägern. Die Augustinerhütte in Sage und Geschichte. Rollettmuseum, Baden 2011, ISBN 978-3-901951-77-0.
- Große Herren, kleine Leute. Das alte Leesdorf 1114–1800. Rollettmuseum, Baden 2011, ISBN 978-3-901951-84-8.
- mit Hans Lang (Illustrationen): Der Badener Maler Hans Lang. 1898–1971. Künstler – Wissenschaftler – Zeitzeuge. Rollettmuseum, Baden 2011, ISBN 978-3-901951-83-1.
- Das neue Leesdorf 1800–1879. (mit einigen Ausflügen in die Gegenwart). Leesdorfer Hausgeschichten II. Die nach 1800 gegründeten Häuser. Städtische Sammlungen, Baden 2011, ISBN 978-3-901951-87-9.
- „… zu besserer erkanntnus“. Hausnamen, Hauszeichen und Adressangaben im alten Baden. Städtische Sammlungen, Baden 2012, ISBN 978-3-901951-05-3.
- mit Johanna Maurer: Gestapo – vertraulich! Die heimliche Kirchenverfolgung im Bezirk Baden 1938–1944. Rollettmuseum, Baden 2012, ISBN 978-3-901951-86-2.
- Baden – St.Stephan. 1312–2012. 700 Jahre Stadtgeschichte. Städtische Sammlungen, Baden 2012, ISBN 978-3-901951-92-3.
- Das Bürgerspital. Städtische Sammlungen, Baden 2013, ISBN 978-3-901951-08-4.
- Vom Rauberturm zum Sauerhof. 700 Jahre „Turm“ und „Thurngasse“/Sauerhofstraße. Städtische Sammlungen, Baden 2014, ISBN 978-3-901951-91-6.
- Kaltenberg – Römerberg. 1000 Jahre zwischen Weinbau und Waldkultur. Städtische Sammlungen, Baden 2014, ISBN 978-3-901951-90-9.
- Im Tärffl oder auf der Gestätten. Vom Vorort Dörfl zum Stadtteil Friedenssiedlung. Städtische Sammlungen, Baden 2015, ISBN 978-3-903016-06-4.
- Am Steinfeld bei der Lacken. 1000 Jahre Baden Ost (Wienerstraße, Germergasse, Mühlgasse). Städtische Sammlungen, Baden 2015, ISBN 978-3-903016-08-8.
- Weikersdorf. Vom Rittersitz zum Clubhotel, vom Untertanendorf zur Katastralgemeinde. Städtische Sammlungen, Baden 2016, ISBN 978-3-903016-11-8.
- Der Kalvarienberg. Städtische Sammlungen, Baden 2016, ISBN 978-3-901951-80-0.
- Baden bei Wien im Ersten Weltkrieg. Erinnerungen aus den ersten zwei Kriegsjahren. Geschichte 1914–1915, Kral Verlag, Berndorf 2016, ISBN 978-3-99024-476-0.
- Rauhenstein – St.Helena. Vom Bauerndorf zum „fashionablen“ Stadtteil Badens. Städtische Sammlungen, Baden 2017, ISBN 978-3-903016-12-5.
- Zu Baden auf der Braiten. Vom Wirtschaftshof der Veste Rohr zur Badener Vorstadt. Städtische Sammlungen Baden, Baden 2019, ISBN 978-3-903016-15-6.
- Die Schwarzen Mönche und die Stadt Baden. Die Badener Besitzungen und Herrschaftsrechte der Benediktiner von (Klein-) Mariazell in Österreich (1136–1782). Kral Verlag, Berndorf 2019, ISBN 978-3-99024-820-1.
- Geschichte der Stadt Baden bei Wien. Von der Urzeit bis zum Ende der Babenberger (7500 v. Chr. bis ca. 1260). Kral Verlag, Berndorf 2024, ISBN 978-3-99024-983-3.